# REO Speedwagon
I REO Speedwagon sono una rock band statunitense formatasi alla fine degli anni sessanta e tuttora in attività.
Dopo essersi costruiti una discreta credibilità durante gli anni settanta, ottennero enorme fama con l'album Hi Infidelity nel 1980, che si rivelò il loro maggior successo commerciale e vendette oltre 10 milioni di copie.
Durante la loro carriera, hanno venduto un totale di 40 milioni di copie nel mondo e piazzato 13 singoli nella top 40 in classifica, tra cui le ballate Keep on Loving You e Can't Fight This Feeling, che raggiunsero entrambe il primo posto rispettivamente nel 1981 e nel 1985.
La popolarità del gruppo è calata notevolmente all'inizio degli anni novanta, tuttavia hanno continuato a mantenere un discreto seguito nei concerti dal vivo.

## Storia

### Gli esordi

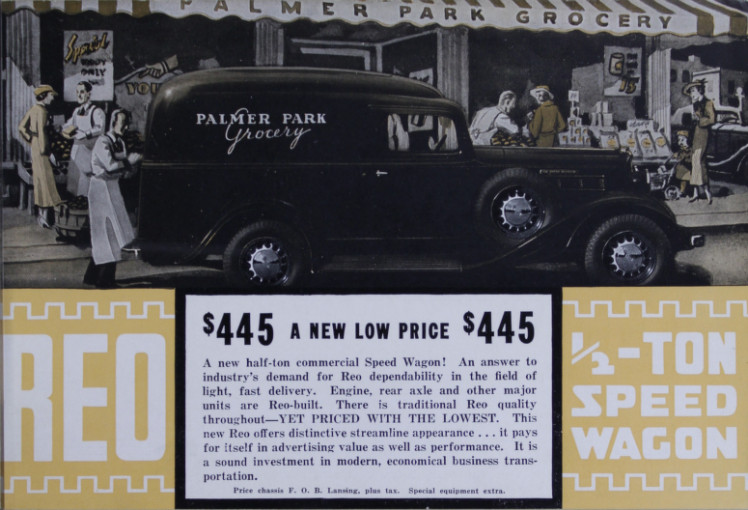
Cartello di vendita di una REO Speed Wagon

La band si formò dall'incontro tra il tastierista Neal Doughty e il batterista Alan Gratzer presso l'Università dell'Illinois a Champaign, Illinois.
Il nome REO Speedwagon deriva dal REO Speed Wagon, un furgone della ditta REO Motor Car Company; "REO" sono anche le iniziali di Ransom Eli Olds, fondatore della compagnia e della Oldsmobile.
I REO Speedwagon, prima di firmare un contratto con una casa discografica, erano una band che proponeva cover nei locali più alla moda del Midwest. Notati da un produttore discografico, la band registrò il primo, omonimo album nel 1971.
La formazione della band comprendeva il tastierista Neal Doughty, il batterista Alan Gratzer, il chitarrista Gary Richrath, il bassista Gregg Philbin e il cantante Terry Luttrell. Questa non cambiò per i primi tre album, eccetto per il ruolo del cantante, sempre diverso nei primi tre lavori della band. Luttrell lasciò la band dopo la realizzazione del primo album e fu rimpiazzato da Kevin Cronin. Cronin realizzò l'album R.E.O./T.W.O., dopo il quale fu sostituito da Mike Murphy, che a sua volta, dopo tre album con la band, fu sostituito anche lui e al suo posto ritornò Kevin Cronin.

### Il successo
Il primo album dal vivo della band, Live: You Get What You Play For, pubblicato nel 1977, fu il primo vero successo commerciale del quintetto.
Nel 1978 Gregg Philbin fu rimpiazzato da Bruce Hall, che registrò You Can Tune A Piano But You Can't Tuna Fish. L'album contiene la prima vera hit della band, Roll with the Changes, seguita dall'album Nine Lives.
Nel 1980 uscì Hi Infidelity, album che segnò una evoluzione dal genere hard rock a un pop/rock più commerciale e vicino all'AOR. La formula funzionò, l'album divenne il più venduto della band; riuscì infatti a vendere oltre 10 milioni di copie in tutto il mondo raggiungendo la prima posizione in America e rimanendovi per quindici settimane, risultando l'album più venduto in assoluto alla fine dell'anno. Il disco conteneva il singolo Keep on Loving You, probabilmente la canzone più famosa del gruppo, il quale raggiunse la prima posizione in America dove rimase per una settimana, ottenendo anche ottimi piazzamenti nel resto del mondo. Il successo dell'album venne alimentato anche da altri brani quali Take It on the Run e Don't Let Him Go.
Seguì il disco Good Trouble pubblicato nel 1982. Seppur non ottenne lo stesso successo di vendite del precedente, il nuovo lavoro consolidò l'enorme popolarità del gruppo, grazie soprattutto al singolo Keep the Fire Burnin'.
Registrò ottime vendite anche il successivo Wheels Are Turnin' nel 1984, il quale conteneva il brano Can't Fight This Feeling, che divenne il secondo singolo della band a raggiungere la prima posizione in America dove rimase per due settimane, segnalandosi come una delle hit più vendute di quell'anno e soprattutto una delle più famose della band.
In seguito al notevole successo che gli ultimi tre album riscossero nel resto del mondo, il gruppo partecipò al Live Aid del 1985 davanti a un pubblico di diverse decine migliaia di persone oltre ad altre milioni di spettatori attaccati al televisore. La fama della band divenne per cui globale.

### La crisi
Il successo non durò molto, e nel 1988 la band visse un periodo di crisi, in seguito al quale Alan Gratzer e Gary Richrath abbandonarono la band. I due furono sostituiti rispettivamente da Bryan Hitt e Dave Amato, con i quali la band registrò The Earth, a Small Man, His Dog and a Chicken, che si rivelò un flop, malgrado alcuni pregevoli brani.
Dopo l'abbandono, Gary Richrath reclutò i membri dei Vancouver per creare una band che portava il suo cognome, la quale si sciolse sul finire degli anni novanta. Nel frattempo i REO Speedwagon realizzarono l'album Building the Bridge nel 1996, che si rivelò un altro clamoroso fiasco.

### Ritorno in studio

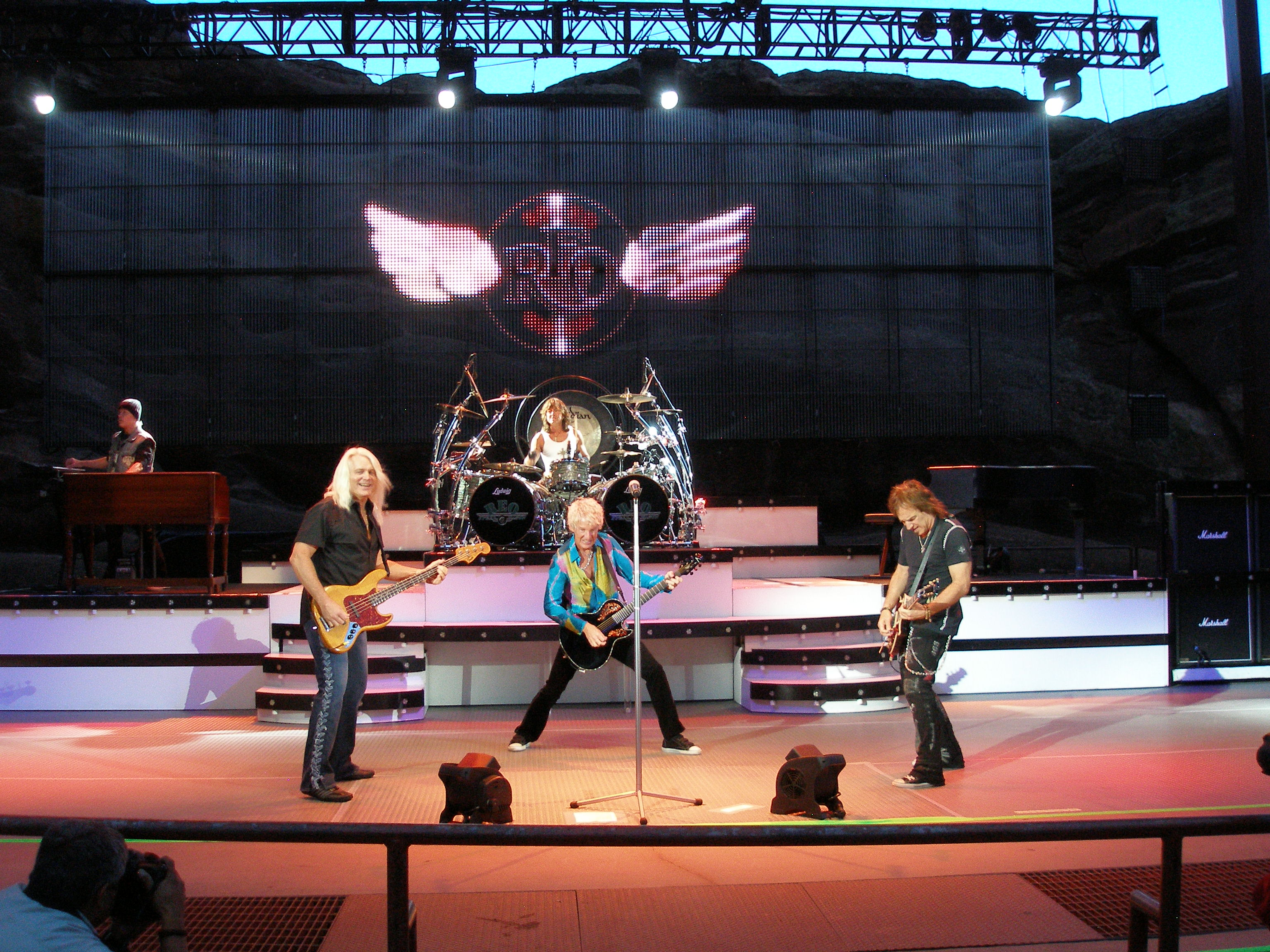
I REO Speedwagon in concerto a Red Rocks nel 2010

Dal 1996, i REO Speedwagon non realizzarono più dischi in studio sino al 2007. Inizialmente annunciato sul loro sito un nuovo album il cui titolo doveva essere Everyone Loves An Happy Ending, esso uscì con il titolo in extremis di Find Your Own Way Home con data ufficiale di uscita il 26 marzo 2007. Nel marzo del 2009, i REO Speedwagon pubblicano il singolo Can't Stop Rockin' registrato assieme agli Styx.; Sempre nel 2009 esce una raccolta di interpretazione di canti natalizi intitolata Not So Silent Night...Christmas with REO Speedwagon.
Nei primi mesi del 2014, viene annunciato un tour estivo congiunto tra REO Speedwagon e Chicago per 15 date.
Il 13 settembre 2015 muore il chitarrista storico Gary Richrath.
Nel 2017, l'album Hi Infedelity ha ricevuto il Diamond Award per le vendite ufficiali negli Stati Uniti di oltre 10 milioni di copie.[21] REO e Chicago hanno collaborato ancora una volta nell'estate del 2018 per un tour di 30 città. 

La band è apparsa in un episodio della terza stagione della serie TV americana Ozark, che è stata rilasciata su Netflix il 27 marzo 2020. Dopo l'apparizione, quattro delle canzoni di REO sono rientrate nelle classifiche rock di Billboard.
Nel 2021 la band è stata inserita nella Hall of Fame dell'Illinois, denominata Rock & Roll Museum.

## Formazione

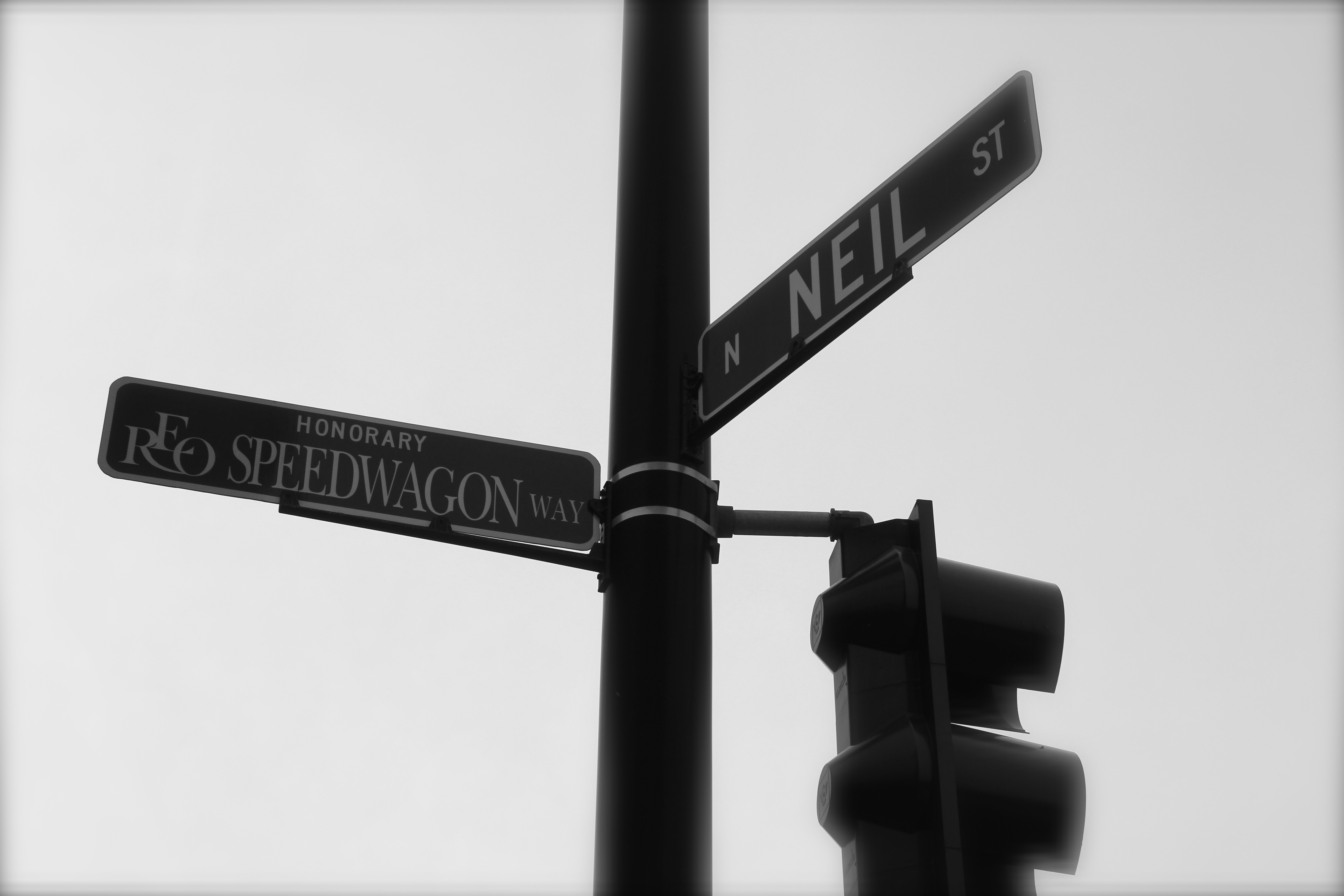
Main Street in Champaign, Illinois, denominata REO Speedwagon Way in onore della band

### Formazione attuale
- Kevin Cronin – voce, chitarra, tastiera (1972–1973, 1976–oggi)
- Dave Amato – chitarra (1989–oggi)
- Derek Hilland – tastiera (2023–oggi)
- Bruce Hall – basso (1977–oggi)
- Bryan Hitt – batteria (1989–oggi)

### Ex componenti
- Neal Doughty – tastiera (1967–2023)
- Alan Gratzer – batteria (1968–1988)
- Gregg Philbin – basso elettrico (1968–1977)
- Terry Luttrell – voce  (1968–1972)
- Steve Scorfina – chitarra (1968–1971)
- Gary Richrath – chitarra (1971–1989)
- Mike Murphy – voce (1973–1976)
- Graham Lear – batteria (1988–1989)
- Jesse Harms – tastiera (1989–1991)

## Discografia

### Album in studio
- 1971 - REO Speedwagon
- 1972 - R.E.O./T.W.O.
- 1973 - Ridin' the Storm Out
- 1974 - Lost in a Dream
- 1975 - This Time We Mean It
- 1976 - R.E.O.
- 1978 - You Can Tune a Piano, but You Can't Tuna Fish
- 1979 - Nine Lives
- 1980 - Hi Infidelity
- 1982 - Good Trouble
- 1984 - Wheels Are Turnin'
- 1987 - Life as We Know It
- 1990 - The Earth, a Small Man, His Dog and a Chicken
- 1996 - Building the Bridge
- 2007 - Find Your Own Way Home
- 2009 - Not So Silent Night...Christmas with REO Speedwagon

### Raccolte
- 1980 - A Decade of Rock and Roll 1970 to 1980
- 1985 - Best Foot Forward: The Best of REO Speedwagon
- 1988 - The Hits
- 1991 - Keep on Loving You - Best
- 1991 - The Second Decade of Rock and Roll 1981 to 1991
- 1993 - Star Box
- 1995 - Believe in Rock and Roll
- 1998 - Only the Strong Survive
- 1998 - Premium Best
- 1999 - The Ballads
- 2001 - Extended Versions
- 2001 - Take It on the Run
- 2001 - Simply the Best
- 2002 - Keep on Rollin
- 2004 - Essential REO Speedwagon

### Live
- 1977 - Live: You Get What You Play For
- 1978 - Live Again
- 1995 - Subway in Tokyo
- 2000 - Arch Allies: Live at Riverport
- 2001 - Live - Plus
- 2001 - Live Plus 3
- 2007 - Hi Infidelity: Then Again...Live

## Nella cultura di massa
Nel manga Le Bizzarre Avventure di JoJo, il personaggio di Robert E.O. Speedwagon, comparso nelle prime due serie dell'opera (Phantom Blood e Battle Tendency) deve il suo nome ai REO Speedwagon. Nonostante la sua morte tra la seconda e la terza serie, la figura di Speedwagon influenzerà notevolmente le serie successive, con la Fondazione Speedwagon, ente da lui fondato, che aiuterà a più riprese i protagonisti nel corso dell'intera opera.